# Имэле
Имэле — река в России, протекает по Республике Алтай.

## Этимология
Эмеен, Имене (диал. алт. Эмеен, литер. алт. Эмеген) — почтенная женщина; супруга, жена; старуха; монг. Эмген — старуха.

## Описание
Исток реки находится на заболоченном плато в урочище Шалтра. Устье реки находится в 36 км по правому берегу реки Талдура. Длина реки составляет 12 км.

## Данные водного реестра
По данным государственного водного реестра России относится к Верхнеобскому бассейновому округу, водохозяйственный участок реки — Катунь, речной подбассейн реки — Бия и Катунь. Речной бассейн реки — (Верхняя) Обь до впадения Иртыша.